# Толбот, Джон, 1-й граф Шрусбери
Джон Толбот (англ. John Talbot, 1st Earl of Shrewsbury; ум. 17 июля 1453, Кастийон-ла-Батай) — 7-й барон Толбот и 10-й барон Стрейндж из Блэкмера с 1421 года, барон Фёрниволл (по праву жены) с 1421, лорд-лейтенант Ирландии в 1414—1419 годах, 1-й граф Шрусбери с 1442 года, 1-й граф Уотерфорд и лорд верховный стюарт Ирландии с 1446 года, знаменитый английский полководец во время Столетней войны.

## Биография
Представитель английского баронского рода Толботов. Второй сын Ричарда Толбота (ок. 1361—1396), 4-го барона Толбота (1387—1396), и Анкарет ле Стрейндж (1361—1413), дочери Джона ле Стрейнджа, 4-го барона Стрейнджа из Блэкмера (1332—1361). В 1396 году лишился отца. Воспитывался отчимом, Томасом Невиллом, лордом Фёрниволлом (умер в 1407). С 1404 до 1413 года вместе со старшим братом Гилбертом принимал участие в подавлении восстания Оуайна Глиндура в Уэльсе. В 1407 году женился на дочери своего отчима.
Заняв место в парламенте в 1409 году, Джон Толбот примкнул к оппозиции. За это Генрих V в 1413 году заключил его в Тауэр, но вскоре вернул ему свободу и назначил новым лордом-наместником Ирландии, в которой расширил зону английского влияния. В это время вмешался в затянувшийся конфликт с Джеймсом Батлером, графом Ормондом.
С 1420 года Толбот принимал деятельное и почти непрерывное участие в Столетней войне и много раз был главнокомандующим английскими войсками во Франции. Присутствовал в Лондоне во время венчания короля Англии Генриха V с французской принцессой Екатериной Валуа. В мае 1421 года вернулся во Францию, в августе 1424 года участвовал в битве при Вернёе, за что получил Орден Подвязки.
Во время первого пребывания Джона Толбота в Ирландии его старший брат Гилберт сражался во Франции. Гилберт погиб 19 октября 1418 при осаде Руана, и его земли унаследовала его единственная дочь и наследница, Анкарет, 6-я баронесса Толбот (1419—1421), которая скончалась 13 декабря 1421 года. После смерти племянницы Джон Толбот унаследовал титулы 7-го барона Толбота и 10-го барона Стрейнджа из Блэкмера. В 1425 году он был вторично назначен на короткое время лордом-лейтенантом Ирландии.
После ряда побед над французами в 1428 году Джон Толбот вынужден был снять осаду с Орлеана: французы, воодушевленные Жанной д’Арк, стали побеждать англичан и перешли в наступление. Толбот был ранен и взят в плен в битве при Пате (1429). Французский король из уважения к рыцарским доблестям Толбота освободил его без выкупа.
В 1446—1447 годах в третий раз занимал должность лорда-лейтенанта Ирландии. Вернувшись оттуда, возобновил энергичную борьбу с французами в Нормандии. В 1449 году осажденный французами в Руане Толбот был принужден к капитуляции, но скоро опять получил свободу. Когда Карл VII завоевал Гиень, Толбот был поставлен во главе войска, которое должно было вернуть эту провинцию Англии.

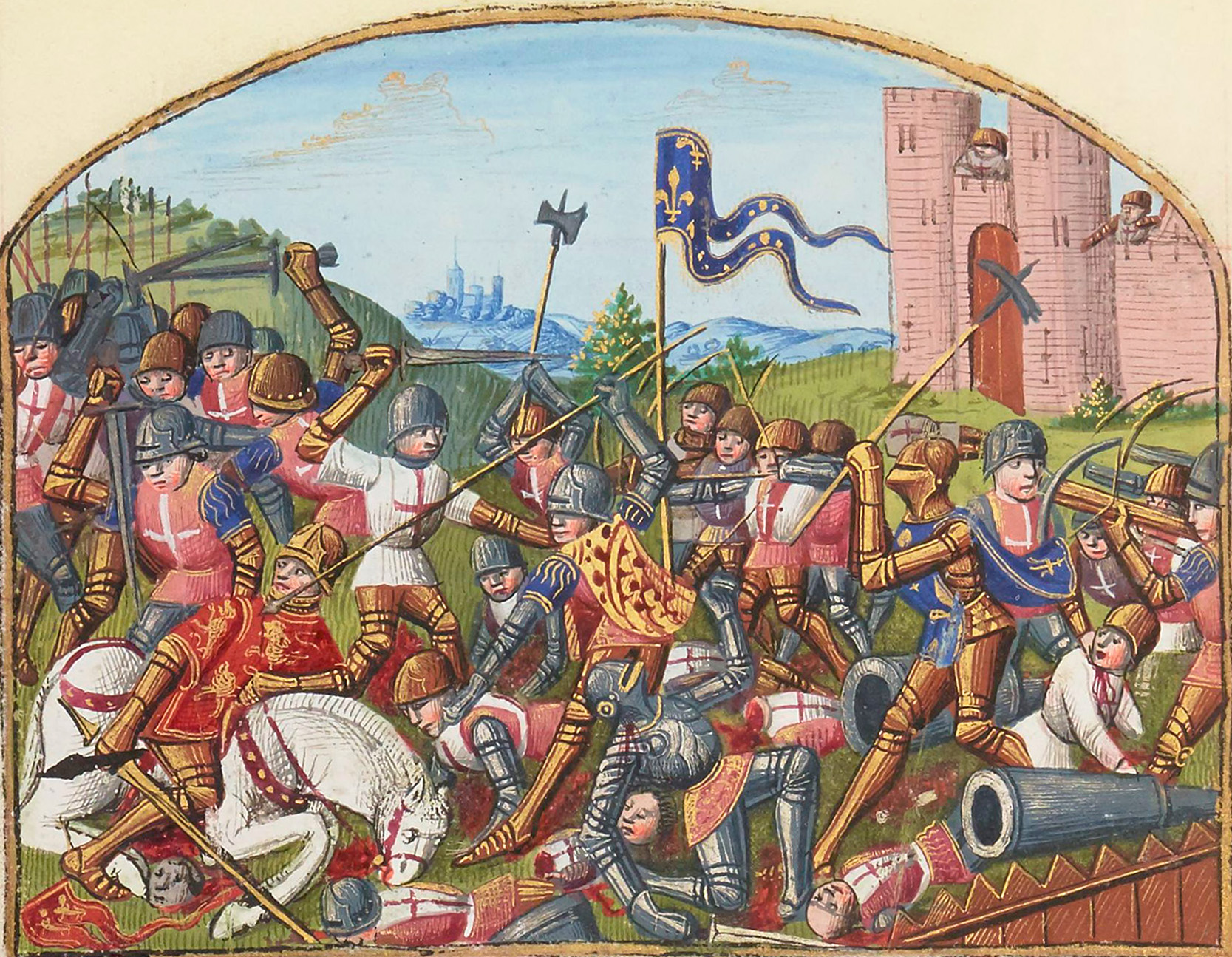
Гибель Толбота в битве при Кастийоне. Миниатюра из «Вигилий на смерть короля Карла VII», 1484 г.

Поддерживаемый гиенской знатью, которая предпочитала зависимость от Англии подданству французскому королю, Толбот повёл дело очень успешно и быстро завоевал целый ряд городов; но Карл VII двинулся на выручку Гиени с большой армией, и при Кастийоне англичане были разбиты, а сам Толбот погиб (под ним была убита лошадь, и когда он, беспомощный, лежал на земле, придавленный тушей коня, некий французский ополченец по имени Мишель Перунен зарубил его топором). В течение своей жизни Толбот одержал победу в 47 сражениях и был прозван Британским Ахиллом.

## Браки и дети
Джон Толбот, 1-й граф Шрусбери, был дважды женат. Его первой женой с 12 марта 1407 года стала Мод Невилл, 6-я баронесса Фёрниволл в своём праве (1372 — 13 декабря 1423), дочь сэра Томаса Невилла, 5-го барона Фёрниволла (ум. 1407), и Джоан де Фёрниволл (ок. 1369 — ок. 1401). У супругов было шесть детей:
- Томас Толбот (19 июня 1416 — 10 августа 1416)
- Джон Толбот, 2-й граф Шрусбери (ок. 1417 — 11 июля 1460)
- Леди Кэтрин Толбот (ок. 1418 — ок. 1500), жена сэра Николаса Эйтона (ок. 1405 — ок. 1450), шерифа Шропшира
- Сэр Кристофер Талбот (1419 — 10 августа 1443)
- Леди Джоан Толбот (род. ок. 1396), жена Джеймса де Беркли, 1-го барона Беркли, затем Эдмунда Хенгерфорда
- Леди Энн Толбот, жена Джона Ботро, аббата Сэлфорда.

Вторично, 6 сентября 1425 года, Джон Толбот женился на Маргарет де Бошан (1404 — 14 июня 1468), дочери Ричарда де Бошана, 13-го графа Уорика (1381—1439), и Элизабет де Беркли (1386—1422). Их дети:
- Джон Толбот, 1-й виконт Лайл (1426 — 17 июля 1453), погиб вместе с отцом
- сэр Льюис Толбот (ок. 1429—1458)
- сэр Хамфри Толбот (до 1434 — ок. 1492)
- Элеонора Толбот (ок. 1436 — июнь 1468), жена сэра Томаса Батлера и фаворитка короля Англии Эдуарда IV
- Элизабет Толбот[англ.] (1442/1443 — 1506/1507), жена Джона Моубрея, 4-го герцога Норфолка (1444—1476).